# Hellas Verona (női csapat)
A Women Hellas Verona Società Sportiva Dilettantistica, röviden Hellas Verona női labdarúgócsapatát 2018-ban hozták létre Veronában. Az olasz első osztályú női bajnokság, a Serie A tagja.

## Klubtörténet
2018-ban a Hellas Verona FC megalapította női szakosztályát és az ASD Verona CF első osztályú tagságát felvásárolva megalakulásuk óta az olasz élvonal tagjai.

## Statisztikák

### Szezonok
| Szezon  | Bajnokság | Bajnokság | Bajnokság | Bajnokság | Bajnokság | Bajnokság | Bajnokság | Bajnokság | Bajnokság | Kupa | Gólkirálynő              |
| Szezon  | Osztály   | H.        | J         | Gy.       | D.        | V.        | G+        | G-        | Pont      | Kupa | Gólkirálynő              |
| ------- | --------- | --------- | --------- | --------- | --------- | --------- | --------- | --------- | --------- | ---- | ------------------------ |
| 2018–19 | Serie A   | 10        | 22        | 6         | 1         | 15        | 31        | 47        | 19        |      | Dessislava Eva Dupuy (8) |
| 2019–20 | Serie A   | 9         | 16        | 3         | 3         | 10        | 16        | 39        | 12        |      | Benedetta Glionna (5)    |

     Aranyérmes 
      Ezüstérmes 
      Bronzérmes

## Játékoskeret
2020. október 10-től
| #  |     | Poszt | Név                                                |
| -- | --- | ----- | -------------------------------------------------- |
| 1  | ITA | K     | Alessia Gritti                                     |
| 2  | ITA | K     | Francesca Durante (kölcsönben az Fiorentinátóltól) |
| 23 | ITA | K     | Linda Fenzi                                        |
| 28 | ITA | K     | Silvia Vicenzi                                     |
| 3  | ITA | V     | Michela Ledri                                      |
| 4  | ITA | V     | Laura Perin                                        |
| 6  | ITA | V     | Sofia Meneghini                                    |
| 12 | ITA | V     | Sara Mella                                         |
| 13 | ITA | V     | Eleonora Oliva                                     |
| 14 | CRO | V     | Ana Jelenčić                                       |
| 26 | ITA | V     | Giulia Mancuso                                     |
| 30 | ITA | V     | Erika De Pellegrini                                |
| 5  | POL | KP    | Madison Solow                                      |
| 7  | ITA | KP    | Rossella Sardu                                     |
| 10 | ITA | KP    | Sofia Colombo                                      |

| #  |     | Poszt | Név               |
| -- | --- | ----- | ----------------- |
| 19 | ITA | KP    | Elena Nichele     |
| 20 | MLT | KP    | Kailey Willis     |
| 21 | ITA | KP    | Giorgia Motta     |
| 22 | ITA | KP    | Irene Santi       |
| 24 | ITA | KP    | Nicole Croin      |
| 25 | ITA | KP    | Caterina Ambrosi  |
| 32 | ITA | KP    | Virginia Gidoni   |
| 44 | ITA | KP    | Giulia Pelucco    |
| 9  | ITA | CS    | Francesca Papaleo |
| 11 | ITA | CS    | Asia Bragonzi     |
| 16 | ITA | CS    | Giorgia Marchiori |
| 17 | ITA | CS    | Veronica Pasini   |
| 18 | NED | CS    | Vanessa Susanna   |
| 31 | ITA | CS    | Sofia Zoppi       |

## Korábbi híres játékosok
| - Bianca Giulia Bardin - Sofia Cantore - Camilla Forcinella - Benedetta Glionna - Noemi Manno - Valeria Pirone - Dessislava Eva Dupuy - Florin Wagner - Laura Rus - Nicole Studer - Julia Molin - Lucia Haršányová - Lucia Ondrušová |

## A klub vezetőedzői
- Sara Di Filippo (2018–2019)
- Emiliano Bonazzoli (2019–2020)
- Matteo Pachera (2020–)